# Данилівка (Миколаївський район)
Дани́лівка — село в Україні, у Нечаянській сільській громаді Миколаївського району Миколаївської області. Населення становить 410 осіб. Колишній орган місцевого самоврядування — Данилівська сільська рада.

## Історія
Станом на 1886 у селі Нечаянської волості Одеського повіту Херсонської губернії мешкало 132 особи, налічувалось 32 дворових господарства, існувала лавка.
В перші місяці Другої світової війни неподалік від села точилися запеклі бої — виривалися з оточення частини радянської армії. В степу, де це відбувалося, залишалося чимало зброї, чим і скористалися жителі села, які збирали її і надійно приховували. З 10 по 14 серпня 1941 року билися частини 337-ї стрілецької дивізії 6-ї ударної армії Південного фронту і ніяких даних більше про неї не відомо.
На запит до архіву Міністерства Оборони СРСР відповіли, що в районі села Данилівка на місці бою були знайдені тіла вбитих. Тільки у двох воїнів були солдатські медальйони. Серед них Довгуля Т. С. Після визволення села останки були перенесені до братської могили.
В селі Данилівці знайшов притулок не один радянський боєць із числа тих, що не змогли вийти із ворожого кільця. За свідченнями сільчан, багатьом із оточенців вони надавали одяг, їжу, щоб ті могли добратися до своїх.
Одним із видних підпільників Данилівки був Дмитро Пилипович Шерстюченко — комуніст, колишній партизан, беззмінний голова ним же самим і його товаришами організованого колгоспу, який спочатку називався «Червоний незаможник», а напередодні війни носив ім'я Чапаєва. Обставини склались так, що він не зміг евакуюватись. А коли настали дні окупації, примкнув до підпільного руху.
Нині, щоправда, важко установити, хто саме керував підпіллям у Данилівці. Певне, з міркувань конспірації про те, хто саме очолив групу, тоді широко не розголошувалося, хоча рідні загиблих, жителі села сходяться на думці, що організаторами могли бути Д. П. Шерстюченко та І. Д. Шевченко. Говорячи однак, про конспірацію, слід сказати, що у багатьох свідченнях саме її слабкість вважають причиною викриття підпільної групи. І з цим треба погодитися. Сорок чоловік у складі підпільної групи в такому невеликому селі, як Данилівка, навряд чи могли залишити непоміченою свою діяльність.
Окупантам вдалося все ж визнати, що жителі Данилівки приховують зброю. Слід нагадати, що при окупаційному режимі це вважалося тяжким злочином, і тих, хто не виконував наказу, чекала сувора кара. Підпільна група була розкрита. Член групи — Руденко, рятуючи своє життя, віддав на погибель всю Данилівську групу підпілля. Окупанти арештували спочатку І. Шерстюченка та одного з колишніх оточенців О. Петрова. Через деякий час їх, однак, відпустили додому, після чого розпочалися масові арешти. Били їх довго і жорстоко, вимагаючи розповісти, де сховали зброю, про завдання, що повинні були виконувати, зв'язківці тощо. При обшукові в підпільників знайшли станкові і ручні кулемети, гранати, пістолети, багато патронів. А коли один із членів підпільної групи І. Д. Шевченко, вихопивши штик у вартового, убив його, окупанти після катувань його розстріляли.
Невдовзі після цього випадку вони почали виводити підпільників з підвалу і розстрілювати прямо на подвір'ї. Так загинули дев'ять чоловік. Серед них: директор школи Антон Єремійович Мартиненко та вчитель Андрій Михайлович Гукаленко. Решту заарештованих відправили наступного дня до Очакова, де їх теж жорстоко катували. через деякий час їх перевезли до села Анчакрак, неподалік Очакова, де їх розстріляно. В протитанковому рові була вирита могила жителями села Анчекрак (Кам'янка) Очаківського району.
Понад сорок осіб розстріляли нацисти наприкінці березня — на початку квітня 1943 року. Після звільнення села 31 березня 1944 року силами 86-ї Миколаївської гвардійської дивізії було проведено обстеження місць розстрілу і установлено, що окупанти піддали заарештованих жорстоким катуванням. Останки підпільників були перевезені в Данилівку і поховані в братській могилі.

## Нагородження
Указом Президії Верховної Ради СРСР від 12 жовтня 1967 року майже всіх членів підпільної групи посмертно було нагороджено медалями «За відвагу».
Одним із тих, кого разом з підпільниками заарештували в ті березневі дні 1943 року, є Олександр Олексійович Мельниченко. Був він ще підлітком, і можливо саме це врятувало йому життя, хоча і його жорстоко побили. Напівмертвого викинули біля жандармерії в рів, він ожив і почав повзти, люди підібрали і на руках принесли додому. Свої спогади він записав у зошит, будучи уже у зрілому віці. Після звільнення Данилівки О. О. Мельниченко був на фронті — спочатку в складі 19-ї повітряно- десантної бригади, а потім в 221-й окремій спеціальній роті, яка займалася поверненням на Батьківщину награбованих нацистами цінностей. Продовжуючи справу свого вчителя, класного керівника А. М. Гукаленка, він у післявоєнний час закінчив педагогічний виш, багато років працював директором данилівської восьмирічки. Особливо його турбувало, аби учасників підпільної групи було занесено до Книги Пам'яті.